# Червенокоремен кълвач
Dendrocopos hyperythrus е вид птица от семейство Picidae.

## Разпространение
Видът е разпространен в Бангладеш, Бутан, Виетнам, Индия, Камбоджа, Китай, Лаос, Мианмар, Непал, Пакистан, Русия и Тайланд.